# Madone di Càmedo
Madone di Càmedo är en bergstopp i Schweiz.   Den ligger i distriktet Vallemaggia och kantonen Ticino, i den sydöstra delen av landet, 110 km sydost om huvudstaden Bern. Toppen på Madone di Càmedo är 2 446 meter över havet, eller 99 meter över den omgivande terrängen. Bredden vid basen är 0,27 km.
Terrängen runt Madone di Càmedo är huvudsakligen mycket bergig. Runt Madone di Càmedo är det glesbefolkat, med 13 invånare per kvadratkilometer.. Närmaste större samhälle är Cevio, 3,3 km sydost om Madone di Càmedo. 
I omgivningarna runt Madone di Càmedo växer i huvudsak blandskog.